# Rebecca Long-Bailey

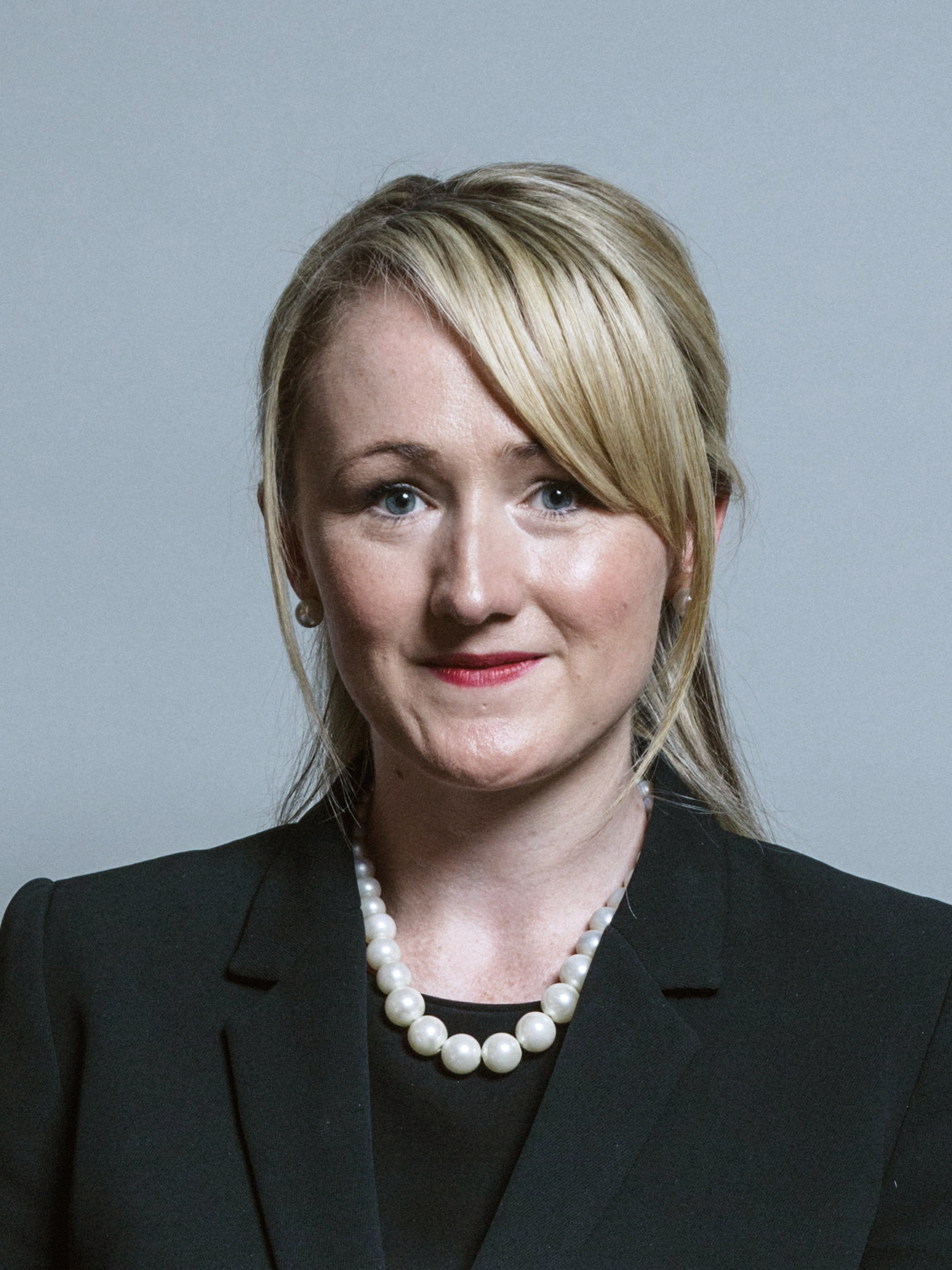
Rebecca Long-Bailey (Juni 2017)

Rebecca Long-Bailey (* 22. September 1979 in Stretford, Trafford) ist eine britische Politikerin und Abgeordnete im House of Commons. Sie vertritt dort seit den Britischen Unterhauswahlen 2015 den Wahlbezirk Salford and Eccles und gehört der Labour Party an.

## Leben
Rebecca Roseanne Long – ihren Doppelnamen nahm sie erst nach ihrer Heirat mit Stephen Bailey an, mit dem sie ein Kind hat – wurde als Tochter irischer Eltern geboren. Sie besuchte die Chester Catholic High School und studierte anschließend an der Manchester Metropolitan University Politikwissenschaft und Soziologie. Danach arbeitete sie als Solicitor für verschiedene Anwaltskanzleien, darunter Pinsent Masons. Spezialisiert war sie dabei auf Handelsrecht und NHS-Arbeitsverträgen.

## Politische Funktionen
2015 wurde sie ins Unterhaus gewählt. Sie erhielt 49,4 % der Wählerstimmen. Bei der Unterhauswahl 2017 konnte sie ihr Wahlergebnis auf 65,6 % der Stimmen steigern. Von Juni 2016 bis Februar 2017 war sie als Shadow Chief Secretary to the Treasury tätig. Seit Februar 2017 amtiert Long-Bailey als Schattenministerin für Wirtschaft, Energie und Industrielle Strategien (Shadow Secretary of State for Business, Energy and Industrial Strategy).
Nach Ansicht der Medien galt sie für eine kurze Zeitspanne als inoffizielle Nachfolgerin von Jeremy Corbyn und diesem als politisch nahestehend. Sie war eine derjenigen MPs, die ihn 2015 bei der Nachfolgewahl zum Parteiführer nominierten. Im Oktober 2019 rief sie Corbyn dennoch zum Rücktritt auf, sollte er die anstehenden Wahlen verlieren.

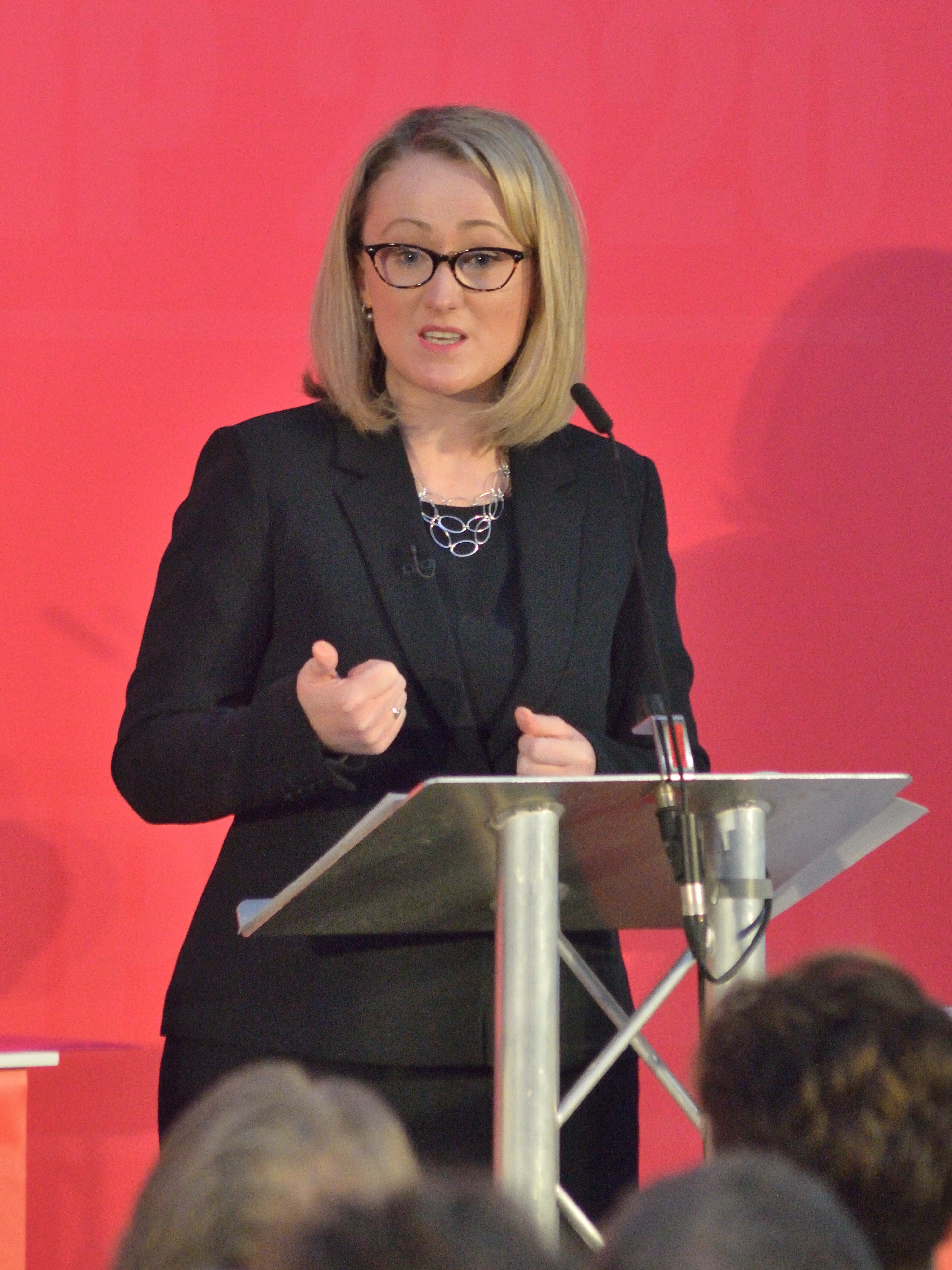
Long-Bailey bei einem Auftritt während ihrer Kampagne für den Parteivorsitz

Am 7. Januar 2020 verkündete Long-Bailey ihre Kandidatur für den Vorsitz der Labour Party. Unterstützt wurde sie von John McDonnell und Angela Rayner, mit der sie eine Wohnung in London teilt. Sie wurde während der gesamten Kampagne als die Kandidatin angesehen, die in der Kontinuität Corbyns steht und am weitesten für dessen Positionen einstand. In einem ITV-Interview gab sie ihm 10 von 10 Punkten, als sie seine Zeit als Parteiführer bilanzieren sollte. Long-Bailey äußerte zudem in einem Interview, bei einem Sieg würde sie Corbyn gern in ihr neues Schattenkabinett berufen, da sie ihn vergöttere. Weiter kündigte sie an, die Partei mit harter Hand regieren zu wollen. Im Ergebnis scheiterte Long-Bailey jedoch und war mit 27,6 % der Stimmen nur die abgeschlagene Zweitplatzierte hinter dem Sieger Keir Starmer, der 56,2 % der Stimmen erhielt. Nach Long-Baileys Scheitern wurde ihre Kampagne von Beobachtern unvorteilhaft mit der Kampagne vom Parteilinken Richard Burgon verglichen, der bei der Wahl vom stellvertretenden Vorsitzenden ebenfalls sehr linke Ideale vertrat.
Starmer berief Long-Bailey kurz darauf für das Ressort Bildung in sein Schattenkabinett.

## Antisemitismus-Vorwurf und Entlassung
Im Juni 2020 wurde Long-Bailey von Starmer entlassen, da sie auf Twitter zustimmend ein Interview mit der Schauspielerin Maxine Peake geteilt hatte, welchem vorgeworfen wurde, antisemitische Verschwörungstheorien zu enthalten. Während Peake ihre ursprünglichen Behauptungen später zurückzog und sich nachfolgend distanzierte, hatte sich Long-Bailey dagegen geweigert, ihre diesbezüglichen Tweets zu löschen.
Sie äußerte sich am 25. Juni dazu: „Ich habe Maxine Peakes Artikel wegen ihrer besonderen Leistungen retweetet und weil sie dafür argumentiert, in der Labour-Partei zu bleiben. Es war nicht als Unterstützung aller Aspekte des Artikels gemeint.“ Im Daily Mirror meinte sie weiterhin, es gebe eine valide Sorge an Polizeigewalt, sie erkenne keinen Antisemitismus in der vorgebrachten Kritik an der Polizei und halte Kritik an der Polizei, in der richtigen Wortwahl vorgebracht, auch für legitim.
Kritik an der Entlassung kam von den Parteilinken um Jeremy Corbyn und der Momentum-Kampagne, die ihn unterstützte. John McDonnell wendete ein, dass es sich bei dem Artikel um Kritik an den Methoden des israelischen Staates gehandelt habe, jedoch nicht um Antisemitismus. Dagegen lobten diverse jüdische Organisationen Starmers Entscheidung.